# صالح سليمان بن سحمان
صالح سليمان بن سحمان (1901- 1982)، شاعر وكاتب سعودي، ولد في الرياض لأب شاعر وعالم عام 1901م، وفيها عاش حياته وتعلم في كتَّاب عبد الرحمن بن مفيريج الكتابة والقراءة، وتمكن من حفظ القرآن كاملاً في طفولته، وتلمذ لعدد من الشخصيات المعروفة بعلمها في السعودية، منهم حمد بن فارس الذي علمه النحو والحديث، وعلم الفلك والتقويم والحساب، وأخذ علم الفرائض من عبد الله بن صالح بن راشد، وكان ملازماً لدروس مفتي السعودية محمد بن إبراهيم آل الشيخ، وسبق له أن قرأ على المفتي عبد الله بن عبد اللطيف آل الشيخ، ثم عُين لديه كاتباً واستأمنه على ختمه.

## حياته
عمل كفرد من أفراد الاحتساب عام 1936م، وهم العلماء والأعيان الذين مثلوا البذرة الأولى لهيئة الأمر بالمعروف والنهي عن المنكر المعروفة حالياً، وكان هذا آخر ما شغل من الوظائف الحكومية، وهو شاعر علمي فضَّل النُظم على الشعر الفني، وكان أكثر ما ينظمه المدائح، إذ كتب عدد من المدائح في الملك عبدالعزيز آل سعود والملك فيصل، وتجاوزت أبياته 3000 بيت، ولم يُنشر منها في حياته إلا القليل، ومما نشر في حياته كتاب (التقويم المبتكر المصفى الأوفى) عام 1960م، وديوان جُمعت فيه بعض قصائده وهو (ديوان الشيخ صالح بن سليمان بن سحمان) عام 1981م، وكان مهتماً إلى جانب ذلك ببروج النجوم وأنساب العرب، وجغرافية البلدان، وقد نظم قصيدة جغرافية طويلة في هذا الشأن، وفي آخر حياته انقطع للعلم والقراءة حتى توفي عام 1982م.

## أعماله
1- التقويم المبتكر المصفى الأوفى، صدر عام 1960م، وهو كتاب في علم الأبراج، إذ يحلل فيه صالح بن سحمان صفات كل برج وعلاقتها بالكواكب،  وضمّن فيه أيضاً (ملتقى الأنهار من منتقى الأشعار).
2- ديوان الشيخ صالح بن سليمان بن سحمان، صدر عام 1981م، وفيه 3 فصول أولها عن حياة الشاعر وآثاره والبيئة التي عاصرها، والفصل الثاني تضمن قصائده التي كانت مجموع للمراثي والمدائح والتهاني التي نظمها للملوك السعوديين، والتي أرخت بعضها لمراحل نشوء المملكة العربية السعودية، فيما يتضمن الفصل الثالث نصوص مقسمة على 3 مجموعات تتبع للجزء الأول، وهي العزيزيات، الفيصليات، ومتفرقات أخرى. 